# Behuria
Behuria é um género botânico pertencente à família Melastomataceae.